# Aprostocetus lasallei
Aprostocetus lasallei är en stekelart som beskrevs av Khan, Agnihotri och Sushil 2005. Aprostocetus lasallei ingår i släktet Aprostocetus och familjen finglanssteklar. Inga underarter finns listade i Catalogue of Life.